# رابرت فرت (بازیکن فوتبال)
رابرت فرت (انگلیسی: Robert Firth؛ زادهٔ ۲۰ فوریهٔ ۱۸۸۷) یک بازیکن فوتبال اهل بریتانیا است.